# Bakske vol met stro
Bakske vol met stro is een lied van Urbanus uit 1979. Het is wellicht zijn bekendste en meest controversiële nummer.

## Oorsprong
"Bakske vol met stro" is een kerstliedje, geproduceerd door Jean Blaute, dat Urbanus eind 1979 uitbracht als B-kant van de single "Als moeder zong". Urbanus zou het naar eigen zeggen op een kwartier, 20 minuten hebben geschreven. Het is een parodie op de geboorte van Jezus Christus. In een interview vertelde Urbanus dat hij het als kind al vreemd vond dat de Drie Koningen "zulke nutteloze geschenken kwamen brengen aan Jezus: goud, wierook en mirre." Als kind associeërde hij wierook met de stinkende damp uit de kerk, goud kende hij enkel van brochen en ringen die zijn grootmoeder en tantes droegen, en mirre was in zijn tijd een wasproduct. Om die reden schenken de Drie Koningen in zijn lied totaal andere cadeaus aan Jezus.

## Thema
Het lied is stilistisch een parodie op een gemiddeld kerstlied, met kerstbelletjes en een sentimenteel thema dat door Urbanus volledig oneerbiedig wordt bezongen. De hele plechtige sfeer van het religieuze verhaal wordt erg plat gezongen, vol met dialectuitdrukkingen en anachronismen.
Het lied vertelt hoe Jezus tijdens verschrikkelijk slecht weer lag te bibberen in een koude koeienstal. De Kerstster wordt door Urbanus omschreven als "een ster waaraan een wegwijzertje hangt." De Drie koningen stellen zich voor als babysitters en schenken een rol balatum, een pot vernis, een salami met look en een aquarium met een vis. De zwarte geeft aan Jozef van Nazareth een paar vijzen en een boor, Jezus krijgt een sjaaltje en een broekje in ivoor, Maria een zak cement "met ne grote roze strik" en ook Urbanus zelf kreeg een geschenk.
Urbanus vertelt verder hoe de Heilige Geest daar aan het plafond "hing te schijnen" in "zijn blauwe training en purpere plastron". Jozef stelt Jezus voor aan de Heilige Geest en wijst op de gelijkenissen tussen hun neuzen. De Heilige Geest lacht Jozef uit en verklaart dat hij de vader is, waarop Jozef hem een vuistslag geeft die de hele ruimte in het duister zet. Er ontstaat een groot gevecht waarbij de os en de ezel buiten westen worden geslagen. Dan verschijnt God die de discussie oplost door te verklaren dat Jezus zijn zoon is. Alle aanwezigen staan perplex. Jozef slaat aan het drinken omdat "hij niet kan volgen", Maria kruipt weg in schaamte en alles werd, aldus Urbanus, "een kermis en een klucht", waarna er nog "een nest met engelen uit de lucht" valt.
Jezus wordt het hele gedoe moe, neemt zijn fles, trekt nog een verse "pisdoek" aan en zegt: "Vrede op aarde aan iedereen die dat wil" (parodie op: "Vrede op aarde aan alle mensen van goede wil"). Alles wordt weer rustig en Jezus trekt zijn aureooltje scheef over zijn oor (parodie op de mode bij tieners om hun pet schuin of achterstevoren te dragen). Hij stapt "gelijk nen grote" in zijn sportwagen en besluit: "Al wie dat mij volgen wil, zal wreed hard moeten lopen."

## Variaties
Er zijn enkele variaties bekend van het lied. Zo zingt Urbanus in sommige versies: "Het krioelde van de herders met nen dikke wollen frak" (een "frak" is Vlaams dialect voor "jas") en in andere versies "Het krioelde van de herders met een stuk in hunne frak." ("Een stuk in uw frak hebben" is de Vlaamse variant van "een stuk in uw kraag hebben": dronken zijn). Ook zingt Urbanus weleens: "toen viel er nog een nest met Engelsen uit de lucht" in plaats van "engelen". Het geschenk dat Urbanus kreeg is in sommige versies "een potlood met een gommeke om te gommen" en soms "een boekske/dooske vol met moppen om te lachen". In Nederland zingt Urbanus weleens: "Maria wist van schaamte niet waar te kruipen" in plaats van het dialectwoord "affronte".